# Codex Climaci Rescriptus
- Papyrus
- Onciale
- Minuscules
- Lectionnaire

Le Codex 0250 (dans la numérotation Gregory-Aland), est un manuscrit du Nouveau Testament sur parchemin écrit en écriture grecque onciale et de neuf manuscrits en écriture araméen christo- palestinien ancienne.

## Description
Le codex se compose de 146 folios. Il est écrit en grec en deux colonnes par page, de 31 lignes par colonne  et en araméen christo-palestinien en deux colonnes par page, de 22 à 23 lignes par colonne . Les dimensions du manuscrit sont 23 × 15,5 cm,. Les paléographes datent ces manuscrits en araméen christo-palesinien du VIe siècle et en grec du VIIIe siècle. C'est un palimpseste, le texte superposé est en syriaque avec les textes de Johannes Climacus scala paradisi et liber ad pastorem,.
Ce sont onze manuscrits contenant le texte des quatre Évangiles (fragments) en grec, et en araméen christo-palestinien le texte des pericopes
du lectionnaire avec les passages de l'Ancien Testament, des quatre Évangiles et des Épîtres de Paul, deux manuscrits avec des Actes des Apôtres et des Épîtres de Paul, et deux textes apocryphes, un avec la Dormition en araméen christo palestinien.
Le texte du codex représenté est de type texte mixte. Kurt Aland le classe en Catégorie III.
Lieu de conservation
Il est conservé à Green Collection à Washington (États-Unis) après sa vente par Westminster College de Cambridge en 2009. Une autre feuille est conservée à Mingana Collection, Grand-Bretagne. Huit feuilles sont déposées dans le nouveau fonds du monastère Sainte-Catherine du Sinaï.

## Sous-texte du palimpseste
Grâce à l'imagerie multispectrale, des chercheurs du Centre Léon Robin de recherche sur la pensée antique (CNRS/Sorbonne Université) et leur collègue britannique de la Tyndale House à Cambridge ont pu déchiffrer en 2022, dans le sous-texte du Codex Climaci Rescriptus, la description de quatre constellations venues du catalogue d’étoiles d'Hipparque. Ce catalogue, rédigé entre 170 et 120 av. J.-C., qui n'était connu jusqu'ici qu'au travers des écrits de Claude Ptolémée, autre astronome antique ayant composé son propre catalogue d'étoiles, est bien plus précis que ce dernier pourtant conçu près de quatre cents ans plus tard.

#### Éditions des manuscrits
- Agnes Smith Lewis, Codex Climaci rescriptus, Horae Semiticae, VIII (Cambridge, 1909).
- Hugo Duensing, Zwei christlich-palästinisch-aramäische Fragmente aus der Apostelgeschichte, Zeitschrift für die neutestamentliche Wissenschaft 37, 1938, p. 42–46.
- Matthew Black, A Palestinian Syriac Leaf of Acts XXI, Bulletin of the John Rylands Library 23, 1939, p. 201–214.
- Ian A. Moir, Codex Climaci rescriptus grecus (Ms. Gregory 1561, L), Texts and Studies NS, 2 (Cambridge, 1956).
- Christa Müller-Kessler et M. Sokoloff, The Christian Palestinian Aramaic Old Testament and Apocrypha, Corpus of Christian Palestinian Aramaic, I (Groningen, 1997).  (ISBN 90-5693-007-9)
- Christa Müller-Kessler et M. Sokoloff, The Christian Palestinian Aramaic New Testament Version from the Early Period. Gospels, Corpus of Christian Palestinian Aramaic, IIA (Groningen, 1998).  (ISBN 90-5693-018-4)
- Christa Müller-Kessler et M. Sokoloff, The Christian Palestinian Aramaic New Testament Version from the Early Period. Acts of the Apostles and Epistles, Corpus of Christian Palestinian Aramaic. IIB (Groningen, 1998).  (ISBN 90-5693-019-2)
- Christa Müller-Kessler, An Overlooked Christian Palestinian Aramaic Witness of the Dormition of Mary in Codex Climaci Rescriptus (CCR IV), Collectanea Christiana Orientalia 16, 2019, p. 81–98.

#### Littérature
- Agnes Smith Lewis, A Palestinian Syriac Lectionary containing Lessons from the Pentateuch, Job, Proverbs, Prophets, Acts and Epistles, Studia Sinaitica VI (London, 1895), p. cxxxix.
- Christa Müller-Kessler, Christian Palestinian Aramaic and Its Significance to the Western Aramaic Dialect Group, Journal of the American Oriental Society 119, 1999, p. 631–636.
- Christa Müller-Kessler, Die Frühe Christlich-Palästinisch-Aramäische Evangelienhandschrift CCR1 übersetzt durch einen Ostaramäischen (Syrischen) Schreiber?, Journal for the Aramaic Bible 1, 1999, p. 79–86.
- Alain Desreumaux, L’apport des palimpsestes araméens christo-palestiniens:  le case du Codex Zosimi Rescriptus et du Codex Climaci rescriptus’, in V. Somers (éd.), Palimpsestes et éditions de textes: les textes littéraires, Publications de l’Institut Orientaliste de Louvain, 56 (Louvain, 2009), p. 201-211.
- Sebastian P. Brock, The Syriac ‘New Finds’ at St Catherine’s Monastery, Sinai and Their Significance, The Harp 27, 2011, p. 39–52.
- Sebastian P. Brock, Ktabe mpassqe: Dismembered and Reconstructed Syriac and Christian Palestinian Aramaic Manuscripts: Some Examples, Ancient and Modern, Hugoye 15, 2012, p. 7–20.